# طبقة مزدوجة (بلازما)

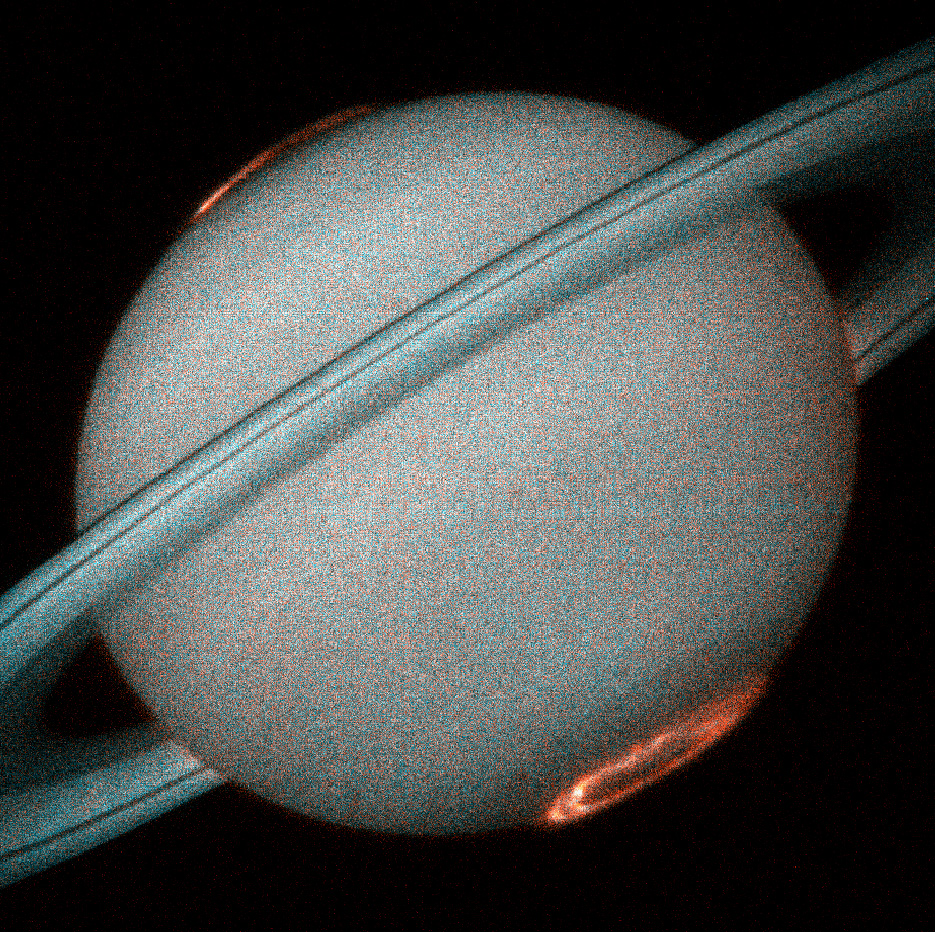

الطبقة المزدوجة هي بناء ضعيف الشحنة شكّل ما بين القطب ومحلول كهربي. بالبلازما يعرف على أنه بنية تحتوي على طبقتين متوازيتين تحتويان على شحنتين متعاكستين. الصفائح المشحونة تسبب مجال كهربائي قوي وبالمقابل تغير حاد بالجهد عبر تلك الطبقة المزدوجة. الأيونات والإلكترونات التي تدخل الطبقة المزدوجة إما تتسارع أو تبطئ السرعة أو تنعكس بواسطة المجال الكهربي، وبشكل عام الطبقات المزدوجة(قد تكون منحنية بدلا من استقامتها) مناطقها منعزلة بالبلازما مع تشكيلات مختلفة التصميم. الطبقات المزدوجة موجودة بأشكال البلازما المتعددة. من أنابيب التفريغ الكهربي إلى البلازما الكونية إلى تيار بيركلاند الذي يغذي شفق الكرة الأرضية. وهي موجودة بالبلازما حاملات التيار، ومقارنة مع حجم البلازما التي تحتويها فهي رقيقة جدا(يعني عشرة أطوال ديبي) مع عرض يبدأ من مليمترات قليلة في بلازما المخبرية إلى آلاف الكيلومترات في البلازما الكونية.
الأسماء الأخرى للطبقة المزدوجة هي: الطبقة المزدوجة الكهروستاتيكية أو الغلاف والكهربية والبلازمية والكتلة 
الكهروستاتيكية( وهي نوع من الطبقات المزدوجة توجه بزاوية محددة على المجال المغناطيسي بطريقة يكون المجال الكهربي العمودي أكبر من المجال الكهربي الموازي له), وعلم الليزر. الطبقة المزدوجة أحيانا يسمى مجال كهربي ثنائي التقاطب. مفهوم الطبقات لمزدوجة يعود إلى مفهوم الغلاف.